# Механіцизм
Механіцизм — напрям у філософії XVI — XVIII століть, що зводив усю багатогранність світу до механічного руху однорідних часток матерії, а складні закономірності розвитку — до найпростіших законів механіки.
Представниками механіцизму у природознавстві вважаються Галілео Галілей, Ісаак Ньютон, П'єр-Сімон Лаплас, в філософії — Томас Гоббс, Жульєн Офре де Ламетрі, Поль Анрі Гольбах. Важливу роль у пропагуванні цього напряму зіграв тогочасний винахідник Жак де Вокансон, який безпосередньо займався творенням механічних імітацій живих істот.